# Ложноязычковые цветки

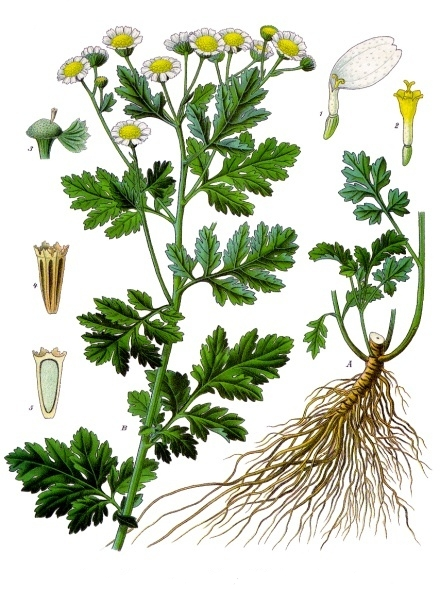
Пижма девичья. Ложноязычковый цветок показан под номером 1 (белый).

Ложноязычко́вые цветки́ — один из пяти типов цветков растений семейства Сложноцветные (лат. Compositae).
Внешне похожи на язычковые, но образованы не пятью, а тремя сросшимися лепестками, поэтому на верхнем крае имеют три зубчика. Произошли, по-видимому, из двугубых цветков вследствие уменьшения длины трубки и редукции верхней губы. Зигоморфные, обычно пестичные цветки, у некоторых растений, например, дороникума (Doronicum), со стаминодиями, реже бесполые.
Обычно служат для привлечения насекомых-опылителей — как, например, краевые цветки подсолнечника, ромашки.
Формула цветка: ↑Ca0-∞Co(3)A0G(2).